# Zoologická zahrada Liberec

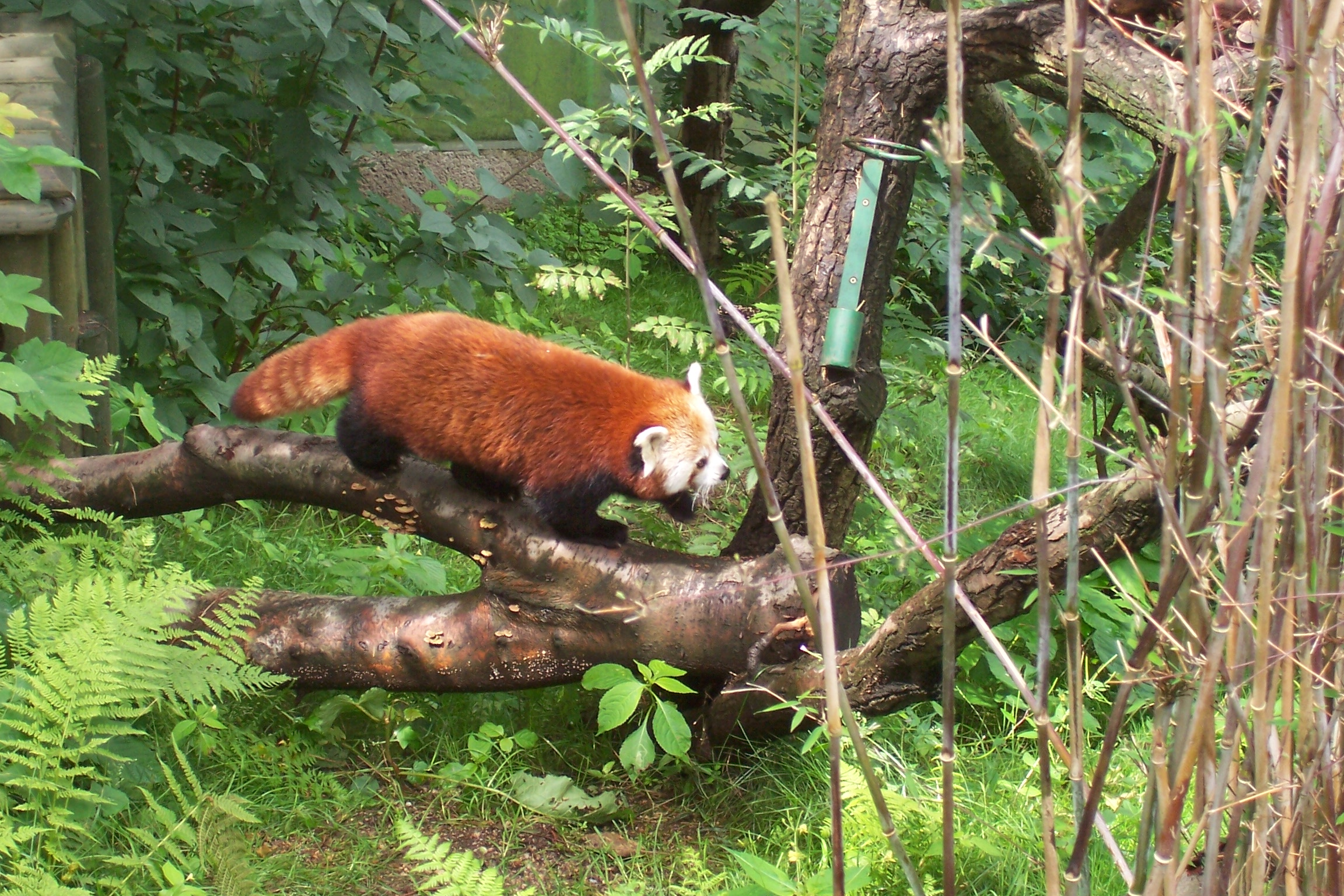
Panda červená v liberecké ZOO

Zoologická zahrada v Liberci je nejstarší zoologická zahrada v České republice. V jejím 13 hektarovém areálu je chováno více než 170 druhů zvířat. V zatím nejúspěšnějším roce 1989 ji navštívilo přes 470 000 osob. Mezi jejími největšími lákadly jsou bílí tygři a lachtani.

## Historie
Prvním krokem k založení budoucí zoologické zahrady byla činnost tehdejšího Ornitologického spolku pro severní Čechy (Ornithologischer Verein für Nordböhmen). Jeho členové založili nejprve 2. července 1895 Geflügelpark (jakýsi ptačí koutek) a později také voliéru v městském parku přístupnou veřejnosti (1904). Dalším rozšířením tohoto areálu bylo vysazení labutí na nedalekém Jezírku a zřízení ohrady pro srnčí zvěř na blízké louce. Centrem areálu se stal dřevěný domek v tyrolském slohu, zvaný Čapí hnízdo, přenesený sem stavitelem Alfredem Hübnerem z Německo-české výstavy roku 1907. Kolem něj se areál postupně rozrůstal, až se začalo uvažovat o jeho přeměně v malou zoologickou zahradu. Tato snaha ztroskotala v průběhu první světové války na nedostatku finančních prostředků.
Po skončení války a vzniku Československa se tehdejší liberecký německý magistrát snažil zachovat věhlas svého města. Z tohoto důvodu také město pojalo návrh profesora průmyslové školy Fritze Wellera a odborného učitele Ericha Sluwy na zřízení zahrady za otázku své prestiže. Pro realizaci záměru byl ustaven spolek Tiergarten a ten na podzim roku 1919 zoologickou zahradu také otevřel. Jejím ředitelem se stal právě Erich Sluwa, který ji vedl až do června roku 1945. Avšak mezi válkami byla liberecká zahrada téměř neznámá a od otevření pražské ZOO v roce 1931 byla takřka v izolaci. Přes snahu svého ředitele se v této době příliš nerozšiřovala. V letech 1939–1945 chovala zahrada zhruba 500 zvířat 134 druhů: lvy berberské, kalifornské lachtany, hnědé a malajské medvědy a papoušky ara hyacintové. Zahrada však měla spíše charakter zvěřince – měla příliš malou plochu, nešťastné uspořádání a mnohé druhy byly vystavovány jen v létě a na zimu byly prodávány.

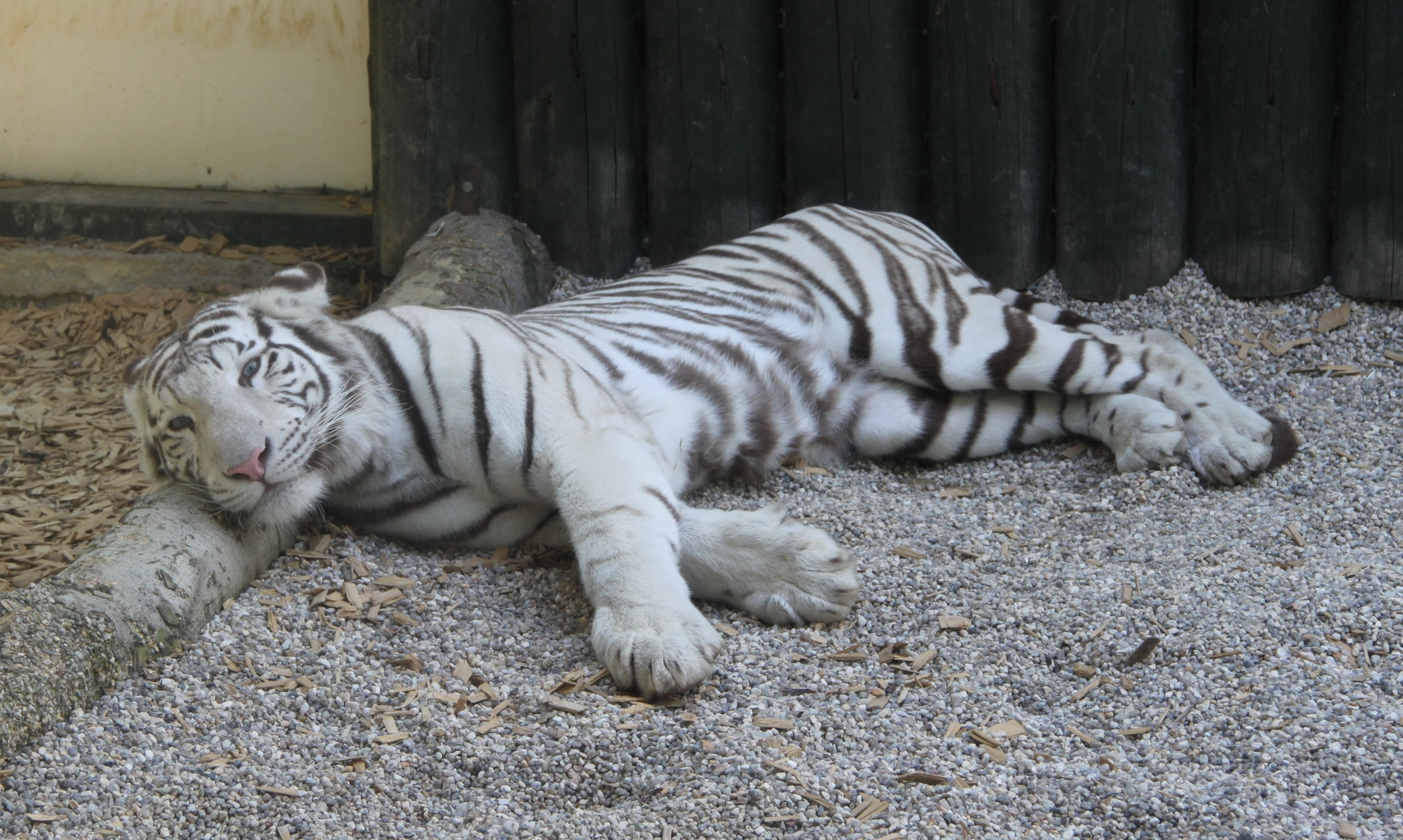
Bílý tygr v Liberci

Po skončení války byla většina budov zahrady a celý areál v dezolátním stavu a objevovaly se hlasy pro její zrušení. Během deseti následujících let se zahrada pokoušela získat nového provozovatele a nového ředitele. Desátým v řadě poválečných ředitelů se stal Jiří Badalec roku 1954. Zahrada se za jeho vedení začala specializovat na ohrožené druhy, nezapomněla však ani na školní výuku a druhy atraktivní pro své návštěvníky. V roce 1957 byl zřízen pavilon ptáků a výběh pro medvíďata a v roce 1960 stáj pro zebry a srub pro zubry. Také počet návštěvníku vzrostl ze 150 000 padesátých let na 330 000 v roce 1960. Začátkem šedesátých let byl také vypracován plán budoucího rozvoje včetně cílové rozlohy, vazeb na dopravní infrastrukturu a budoucího rozvoje areálu. Na tomto dokumentu se podílela řada významných libereckých odborníků různých profesí.
Přestože tehdy nebyla možná spolupráce se západními zahradami a město Liberec ztratilo část dotací pro své instituce společně se ztrátou statusu krajského města, rozvoj ZOO pokračoval. Roku 1962 byl dokončen pavilon pro paviány, 1966 pro šimpanze, 1970 bazén pro lachtany a 1975 pavilón slonů. Byl také rekonstruován pavilón šelem a vybudován nový vstupní objekt s administrativní budovou a přednáškovým sálem.
Za dalšího ředitele Josefa Janečka byl zřízen roku 1982 objekt pro tučňáky a v roce 1984 objekt pro dravé ptáky. Roku 1987 byl dokončen moderní pavilon pro nosorožce a žirafy. V témže roce byl zahájen chov sněžných levhartů.
V roce 1993 pečovala o 1300 zvířat. O rok později byl rozšířen pavilon šelem pro párek vzácných bílých tygrů ze Švédské Eskilstuny, Isabellu a Columba. Po sedmi letech byl Columbo do Madridu vyměněn za nepříbuzného samce Sitara, po třech letech se podařilo odchovat trojčata Achilles , Afrodita a Artemis. Roku 2006 přicestoval ze ZOO Beauval (Francie) roční samec Paris a roku 2009 samice Surya Bára z Bratislavy. Těmto dvěma se 1. července 2012 narodili samci Liam, Sambur a samička Gaia. V roce 2016 se jim narodila další mláďata. Paris v roce 2020 zemřel. Zoo však plánuje chov bílých tygrů časem ukončit. 
V roce 2000 byl otevřen pavilon tropů a 15. listopadu 2004 nový bazén pro lachtany.

## Současnost
V současnosti vykonává funkci ředitele zoologické zahrady MVDr. David Nejedlo. ZOO chová v současnosti 170 druhů zvířat v celkovém počtu téměř 1000 kusů. V roce 2005 měla zahrada celkovou návštěvnost 339 435 lidí.
Mezi jejími úspěchy je odchování samečka takina čínského, oslů somálských, orlů kamčatských, orla nejmenšího, orlosupů bradatých nebo krokodýla čelnatého.

## Ochrana přírody
Zoo Liberec se podílí na ochraně přírody ex situ i in situ.

Zoo je partnerem záchranného programu The Kukang Rescue Program. Jedná se o česko-indonéský záchranný in situ program působící v Indonésii v provincii Severní Sumatra, který vznikl v roce 2014 z iniciativy českých ochránců přírody Františka Příbrského (ze Zoo Ostrava) a Lucie Čižmářové (ze Zoo Olomouc). Program vznikl primárně z důvodu snahy o ochranu outloňů váhavých (Nycticebus coucang) a outloňů sumaterských (Nycticebus hilleri). Na záchranném programu se podílí tým zoologů a ochránců přírody. Věnuje se však také vzdělávání a podpoře místních komunit.

## Galerie

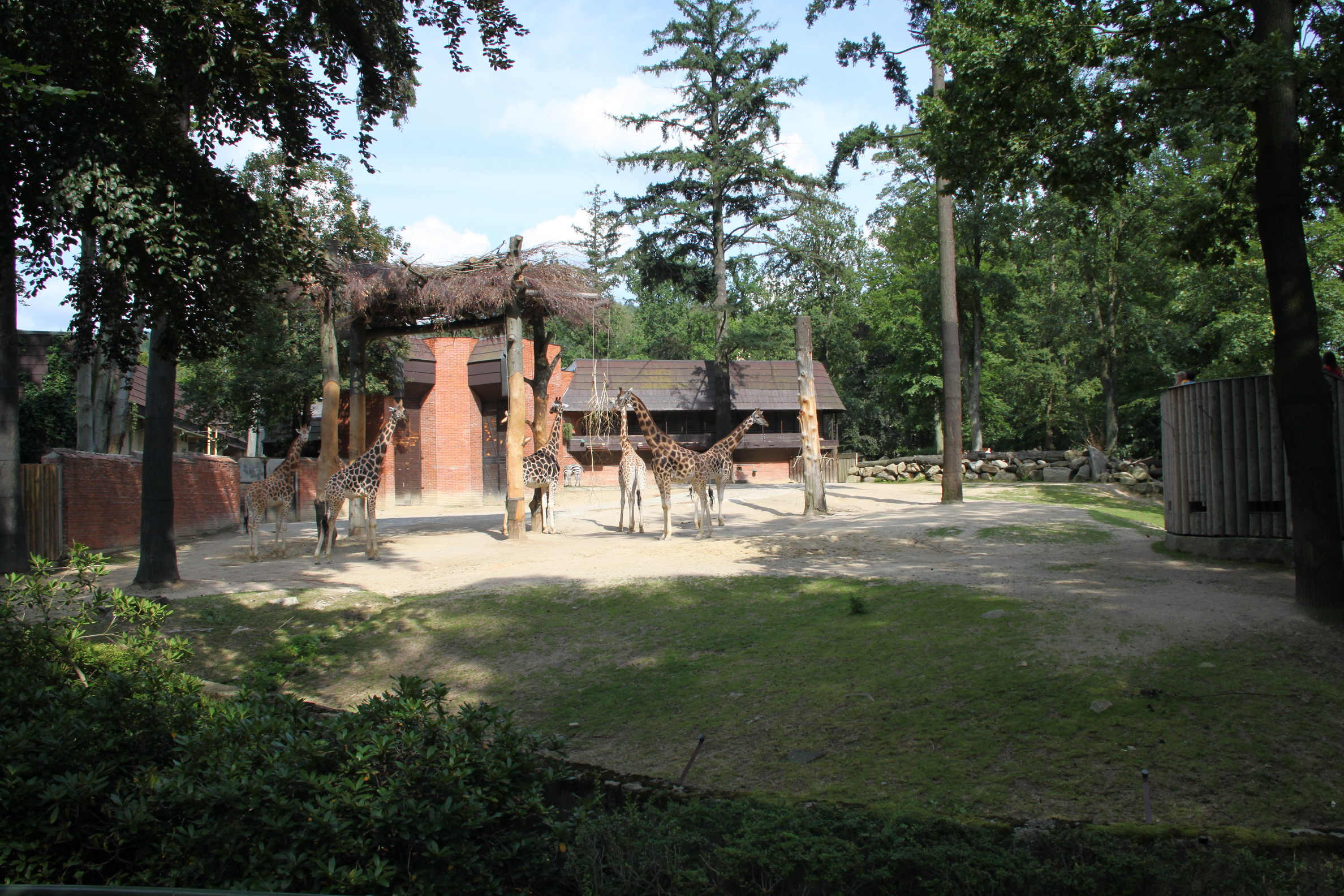
Pavilon žiraf
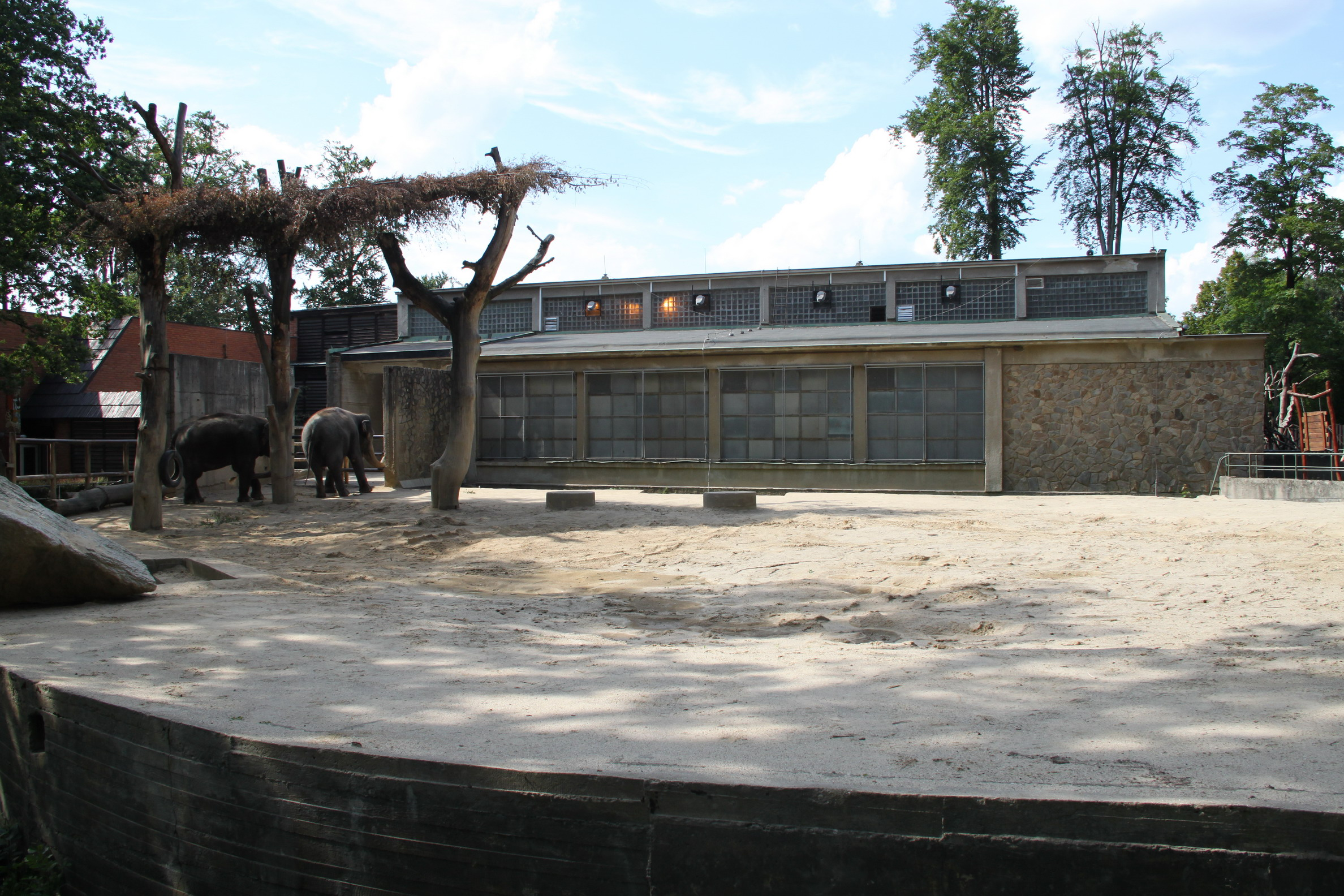
Pavilon slonů
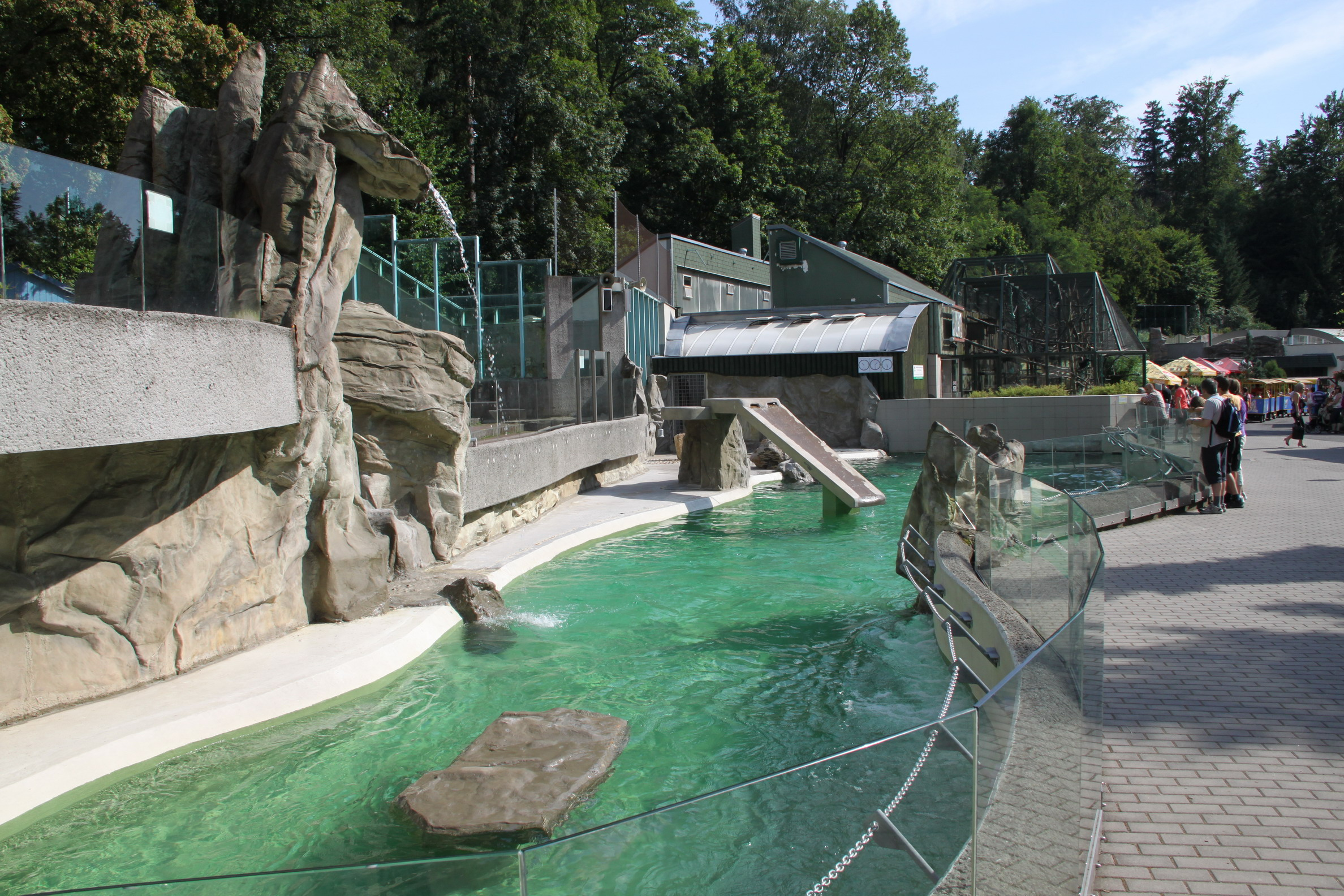
Bazén lachtanů